# La Tragédie de Lurs
La Tragédie de Lurs est un récit de Jean Meckert publié en 1954 dans la collection Blanche des Éditions Gallimard, portant sur l'affaire Dominici.

## Contenu
Jean Meckert, envoyé par France Dimanche dans la région de Lurs pour couvrir ce fait divers à sensation, reçoit une commande de Gaston Gallimard pour narrer des événements qui ont tenu le grand public en haleine. Il retrace l'enquête sur ce triple homicide jusqu'à la mise en cause de Gaston Dominici, qui sera traduit devant une cour d'assises après la parution du livre. Dans un style très direct, où abondent les exclamations, et adapté au lectorat populaire de son magazine et de ses romans policiers, Meckert expose les actions et motivations des acteurs de l'affaire, avec lesquels il est parfois très sévère, qu'ils soient suspects, témoins, policiers, gendarmes ou journalistes.

## Éditions
- 1954 : collection Blanche, Éditions Gallimard[1]
- 2007 : collection Arcanes, Éditions Joëlle Losfeld[2]

## Autour du livre
Selon Jean-Pierre Deloux, dans son étude « Blanche à filets rouges » sur l’œuvre de Jean Meckert, ce dernier « excelle à camper les protagonistes, à reconstituer l’ambiance et la vie de tous les jours, à analyser les limites de l’enquête, à démonter les faits et les éléments, à saisir le petit détail révélateur ou le geste qui fait vrai et signifie bien des choses au-delà de sa portée immédiate. »
En 1972, Jean Meckert reprendra la trame de cette affaire pour une fiction, Contest-flic, signée de son pseudonyme Jean Amila.

## Sources
- Polar, revue trimestrielle no 16, octobre 1995